# マウイ・ヌイ

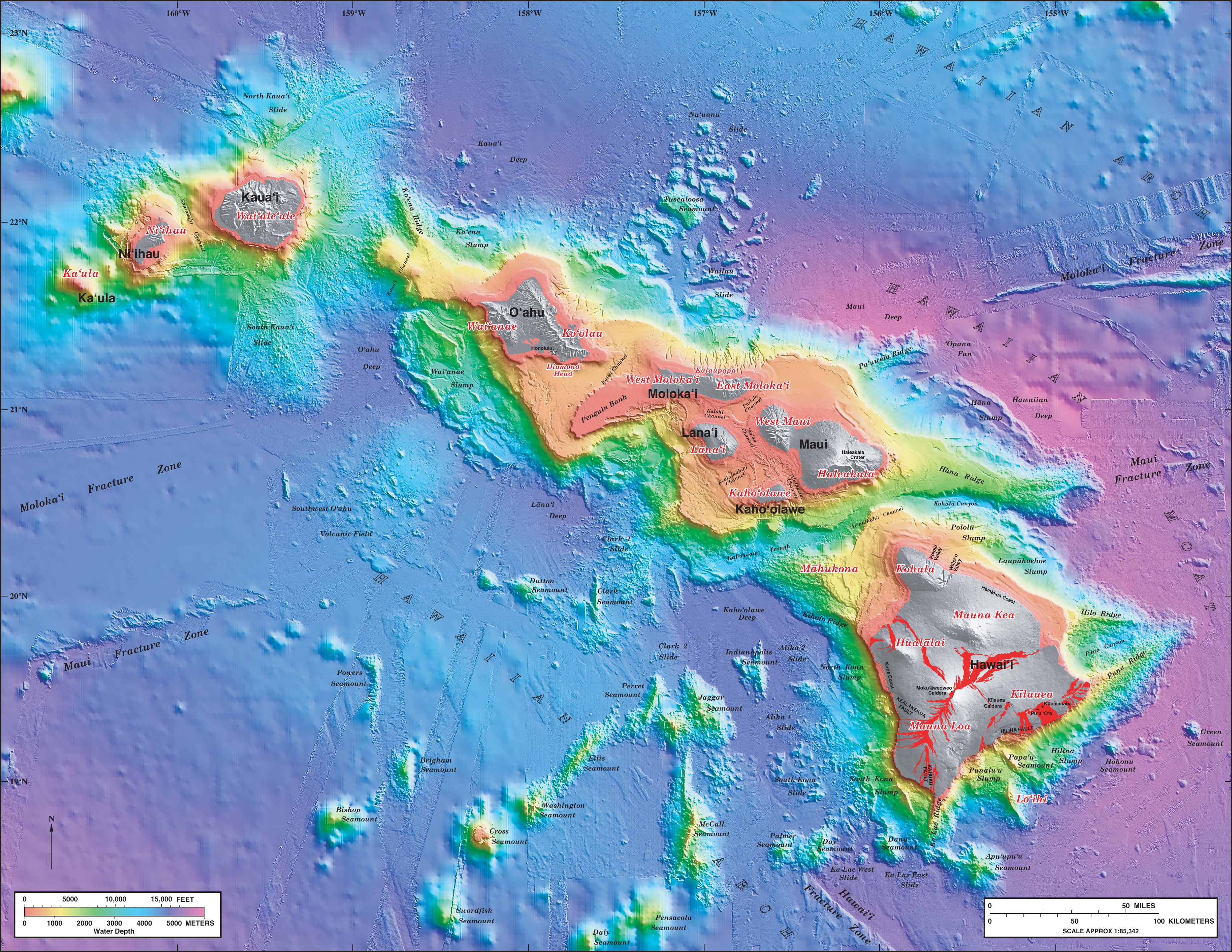
ハワイ諸島の水深測量画像。中央がオアフ島とマウイ・ヌイに相当する。

マウイ・ヌイの水没の推移。マウイ・ヌイの陸塊の範囲を表す。 "Ma"はmega-annaの略で、1Maは100万年前のこと。色の濃淡は氷河サイクルによる海水面の上下変動の範囲を示す。"Recent"は最後の氷河期サイクルで、このときの低海面の状態は約1万8,000年前に生じた。

マウイ・ヌイ（Maui Nui）または大マウイ（Greater Maui）は、先史時代のハワイ諸島に存在した島である。この名称は現代の地質学者が与えたもので、「ヌイ」はハワイ語で「大きい」を意味する。マウイ・ヌイは7つの盾状火山によって形成され、現在はマウイ島を含む4島に分裂している。
120万年前、マウイ・ヌイの面積は14,600平方キロメートル (5,600 sq mi)で、現在のハワイ島より40%大きかった。当時の地球は氷期であったため海水位が現代よりも低く、島はより広く海面上に露出していた。盾状火山の自重と浸食によってゆっくりと沈下が進み、鞍状の部分が水没した結果、約20万年前には現在のマウイ島、モロカイ島、ラナイ島およびカホオラウェ島の4島が形成された。モロカイ島の西方にあったもうひとつの火山島は完全に水没して頂上がサンゴ礁に覆われ、現在はペンギンバンク海山と呼ばれている。
これら4島間の海底は水深500メートル (1,600 ft)程度と比較的浅く、約2万年前の最終氷期極大期にはカホオラウェ島を除く全島が陸続きとなった。一方、かつてのマウイ・ヌイ島の外縁に相当する部分の海底は、ハワイ諸島の他の島々と同様に、太平洋の深海平原に向かって急落する地形となっている。こういった急斜面では山腹崩壊による巨大な地すべりが発生することがあり、たとえば東モロカイ火山の北半分はこの現象によって大部分が失われている。
行政上、マウイ・ヌイから形成された島々は（モロカイ島のごく一部がカラワオ郡となっているのを除き）マウイ郡に属している。